# McŚwiat
McŚwiat – pojęcie którego twórcą jest Benjamin Barber, jako określenie jednego ze stylów życia we współczesnym świecie.
Benjamin Barber, amerykański uczony, filozof polityczny i politolog; opisał to współcześnie występujące zjawisko w książce, pod tytułem Dżihad kontra McŚwiat (ang. Jihad vs. McWorld Terrorism’s Challenge to Democracy), która opisuje walkę pomiędzy „McŚwiatem” (przez który rozumie globalizację i kontrolę procesów politycznych przez świat korporacji) i „Dżihad” (przez który rozumie tradycję i tradycyjne wartości, często przybierające formę ekstremalnego nacjonalizmu lub religijnej ortodoksji i teokracji). Termin McŚwiat ma bardzo wiele wspólnego z globalizacją i makdonaldyzacją opisaną, przez Georga Ritzera.

## Pojęcie McŚwiat
McŚwiat jest to rzeczywistość wirtualna, która swoje powstanie zawdzięcza postępowi technologicznemu oraz transnarodowym tworom. Społeczeństwo McŚwiata to społeczeństwo konsumpcyjne, którego symbolem jest „złoty” łuk McDonald’sa i logo stacji MTV. Występująca w nim tożsamość, która nie jest oparta na patriotyzmie, narodzie czy rodzinie, a na generacji zysku, pragnieniach, potrzebach i zachciankach konsumpcyjnych.
Najważniejszym skarbem i wartością w takim świecie jest informacja oraz jej przekazywanie. McŚwiat to wielkie rozrywkowe zakupy. Domy towarowe, multipleksy, parki tematyczne, stadiony sportowe, sieci restauracji szybkiej obsługi i telewizja, z coraz liczniejszymi telesklepami, łączą się w jedno ogromne przedsiębiorstwo, które w pogoni za zyskiem przekształca ludzkie dusze.

## Społeczeństwo McŚwiata
Społeczeństwo McŚwiata przebywa przede wszystkim przed telewizorem, w centrach handlowych, kosztem przebywania w szkole czy bibliotece, mniej troszcząc się o wspólnotę lokalną, wartości religijne, prowadząc do wyniszczenia rodzimej kultury. McŚwiat bardzo sobie ceni infantylizm, jako stan umysłu, bo to przecież dziecko woła „chcę!” i „daj!”, tak też brzmią naczelne hasła konsumeryzmu, gdzie słowo kultura staje się synonimem słowa konsumpcja.
W McŚwiecie traci na znaczeniu słowo pisane, jak i mówione, gazeta oraz książka, a zyskuje i promuje się obraz, film i kasety. Ważniejsze od słów stały się zatem obrazy i muzyka. Zgadza się to z teorią Piotra Sztompki, mówi o fotospołeczeństwie jako społeczeństwie, które komunikuje się za pomocą obrazu.
McŚwiat poprzez ujednolicenie niszczy kulturę wysoką na rzecz kultury masowej. Promuje konsumpcję, ciągłą zabawę i rozrywkę, która promowana jest przez telewizję, kino amerykańskie (kosztem kina narodowego). Człowiek spędza większość czasu w centrach handlowych, stołując się w barach szybkiej obsługi. Wartości społeczeństwa i jego zachowania biorą się z oglądanych filmów i seriali pochodzących z Hollywoodu, gdzie stają się one wyznacznikiem sposobu życia, społeczeństwo zaczyna żyć w taki sam sposób jak bohaterowie amerykańskich produkcji filmowych.